# George Vanderveer
 (mai 2020).
George Francis Vanderveer (né le 2 août 1875 et mort le 22 octobre 1942), est un avocat américain qui a défendu les membres des Travailleurs industriels du monde (Industrial Workers of the World en anglais, soit l'IWW) pendant les années de « plus grandes difficultés » du syndicat,.  

## Biographie

### Débuts

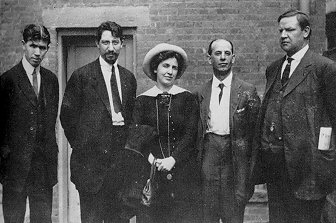
Bill Haywood avec ses collègues patrons de la grève de la soie Paterson Patrick L. Quinlan, Carlo Tresca, Elizabeth Gurley Flynn et Adolph Lessig (1913).

Vanderveer naît en 1875 dans l'Iowa et meurt en 1942 à Seattle.
Au cours, et après la Première Guerre mondiale, Vanderveer est devenu un chef des travailleurs de l'IWW. Au-delà des cas présentés ci-dessous, il a écrit au gouverneur Ernest Lister, de l'Etat de Washington pour empêcher l'arrestation des « Wobblies », car il pensait que leur emprisonnement était « un grave tort social et industriel ».     

### Massacre d'Everett en 1916
En 1916, Vanderveer défendit les Wobblies accusés de cette grève et de ce massacre.

### Le procès d'espionnage à Chicago en 1918
Vanderveer a défendu 101 membres de l'IWW, dont le cofondateur de l'IWW, Bill Haywood, lors d'un procès pour espionnage à Chicago en 1918, considéré comme « l'un des plus grands procès criminels de l'histoire américaine ».
Pendant la Première Guerre mondiale, le gouvernement américain s'est fortement opposé aux IWW. Le 5 septembre 1917, des agents du département américain de la Justice ont effectué des descentes simultanées dans des dizaines de salles de réunion de l'IWW dans tout le pays. Des procès-verbaux, des courriers, des listes de diffusion et des publications ont été saisis, et le département américain de la Justice a retiré cinq tonnes de documents juste du bureau général de l'IWW à Chicago. 
Les documents saisis ont ensuite été parcourus de long en large, pour constater d'éventuelles violations de la loi sur l'espionnage de 1917 et d'autres lois, ceci en vue de futures poursuites contre les dirigeants, organisateurs et militants de l'organisation.
A partir des documents saisis le 5 septembre, un grand jury fédéral de Chicago a inculpé 166 dirigeants de l'IWW pour complot visant à entraver le projet, encouragement à déserter, et intimidation d'autres personnes dans le cadre de conflits du travail, sous la nouvelle loi sur l'espionnage. 101 des 166 dirigeants ont été jugés en masse devant le juge Kenesaw Mountain Landis. Leur procès débute le 1er avril 1918.
Vanderveer mènera leur défense, et fera valoir que la plupart des preuves dataient d'avant la guerre. Ils seront tous condamnés (y compris les membres les plus récents du syndicat). Le juge en condamne 35 à 5 ans d'emprisonnement, 33 à 10 ans, et 15 à 20 ans. Les 30 restants sont graciés. Condamné à la prison par le juge Landis et libéré sous caution, Haywood s'est enfui en République socialiste fédérative soviétique de Russie, où il est resté jusqu'à sa mort en 1928.

### La grève générale de Seattle de 1919

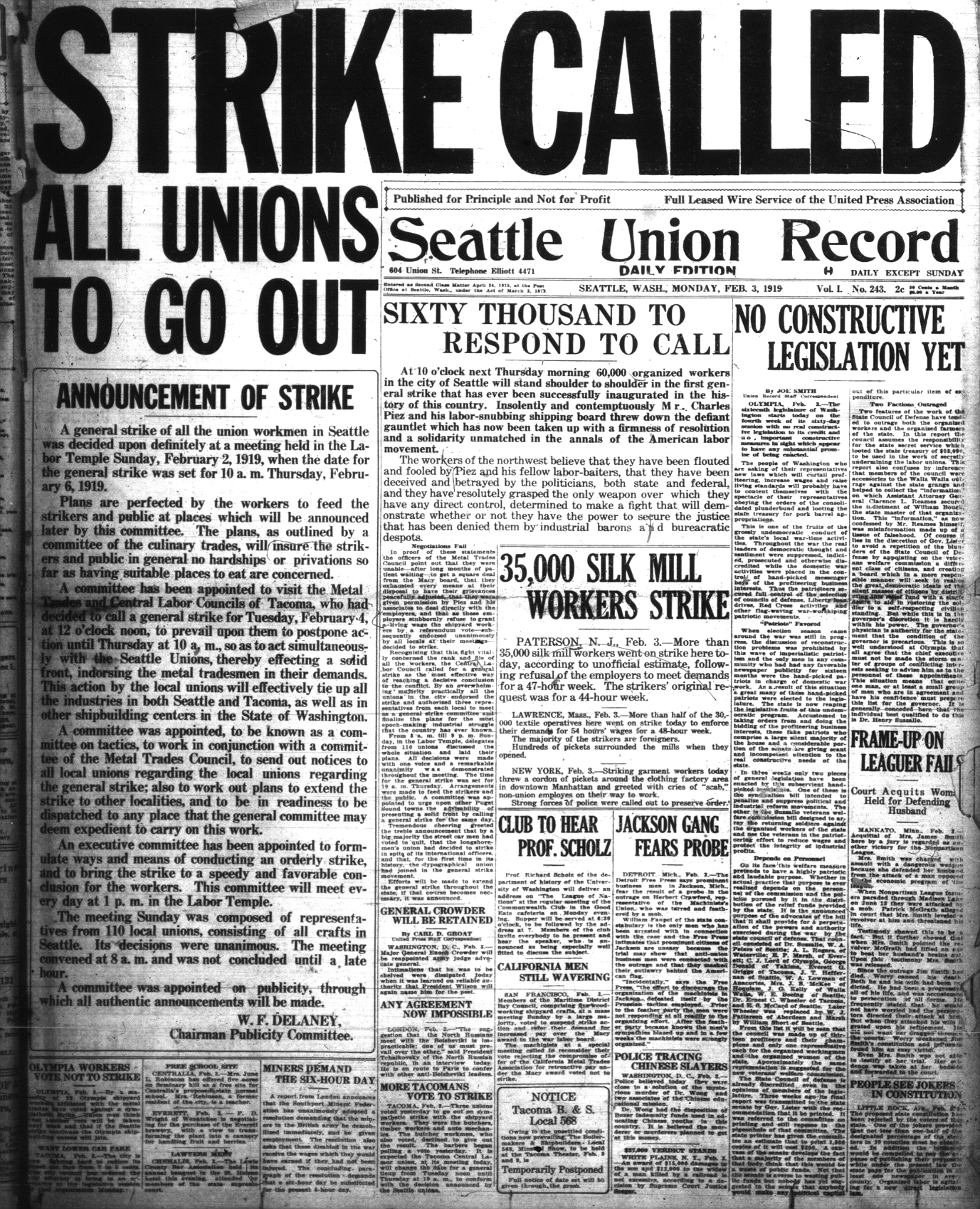
La grève générale de Seattle à la une du Seattle Union Record, le 3 février 1919.

En 1919, Vanderveer a défendu les membres de l'AFL et de l'IWW dans cette grève générale qui durera de cinq jours, et comptera plus de 65 000 travailleurs à Seattle, qui a duré du 6 au 11 février. 

### Massacre de Centralia en 1919

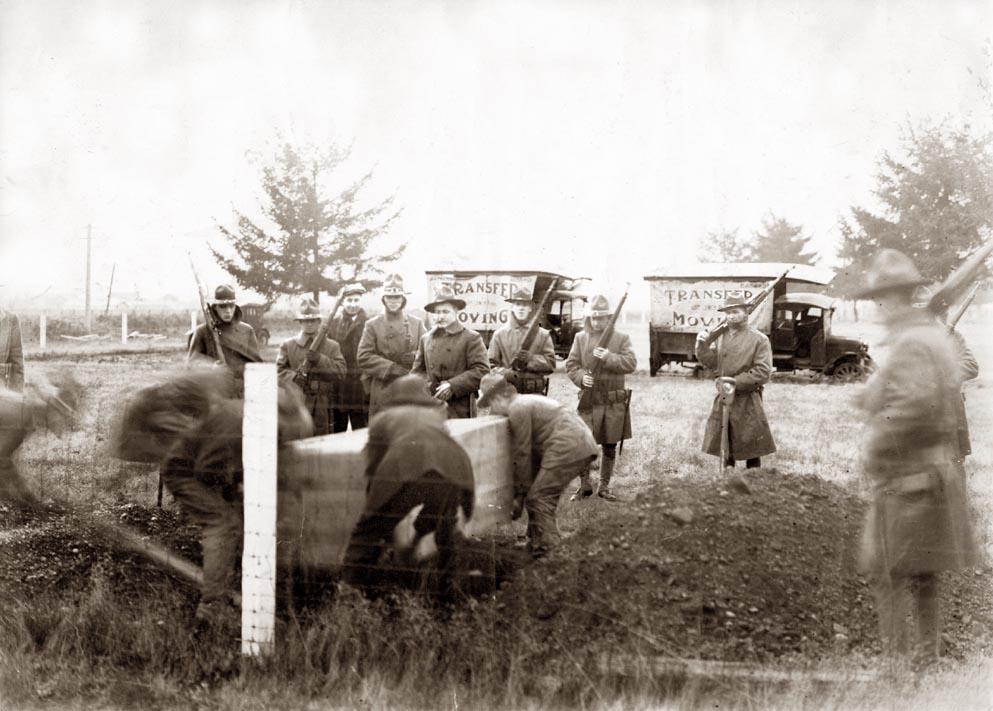
Inhumation de Wesley Everest à Centralia dans l’État de Washington pendant le massacre de Centralia (1919).

Fin 1919, Vanderveer quitte Chicago et revient à Seattle, où il défend onze hommes arrêtés et inculpés du meurtre de Warren O. Grimm lors du massacre de Centralia, qui conduit l'avocat local Elmer Smith en prison, entre autres.

Lors du procès, Vanderveer aurait dit : 

« Les IWW disent qu'il doit y avoir un changement fondamental et que ce changement fondamental doit être dans la réorganisation de l'industrie, pour le service public, afin que le but soit de travailler pour vivre et pas simplement vivre pour travailler. Travaillez pour le service plutôt que pour le profit […] C'est un gros dossier, dit l'avocat, le plus gros dossier qui ait jamais été jugé dans ce pays, mais le plus gros de ces gros problèmes est du début à la fin, cela a été une lutte d'un côté pour les idées et de l'autre pour supprimer ces idées ! »

### Les enseignants de Seattle c. Sharples, en 1928
Vanderveer a représenté des enseignants au Seattle High School Teachers Chap. No 200 de l'American Federation of Teachers c. Sharples.[Quoi ?] Lorsque les enseignants ont formé un syndicat (Fédération américaine des enseignants, section locale 200), le conseil scolaire de l'État leur a imposé un contrat dit de « chien jaune », soit un contrat « à toute épreuve ». La section locale 200 de l'AFT a combattu la règle du « chien jaune » devant les tribunaux ; et Vanderveer les a défendus. 